# Хуан (Средиземье)
Хуан (англ. Huan, в других переводах Ган ) — в легендариуме Толкина разумный пёс, обладавший даром речи.
О его происхождении можно предположить следующее. В «Квэнта Сильмариллион» Манвэ по вдохновению Эру Илуватара говорит Йаванне: «Издалека соберутся духи и вселятся в некоторых из кэлвар (животных) и олвар (растений)», причём под растениями подразумеваются — энты. Возможно, Хуан — воплощение одного из духов Эа, как и другие, обладающие разумом, животные в легендариуме Толкина.
Первоначально Хуан служил в свите Оромэ, однако потом был подарен сыну Феанора, Келегорму, и сопровождал его в изгнании Нолдор. Впоследствии оставил своего хозяина и помогал Берену и Лютиэн. Победил Саурона, принявшего облик волка, а также сразил величайшего волка из свиты Моргота — Кархарота ценой собственной жизни.